# 伊藤忠ロジスティクス
伊藤忠ロジスティクス株式会社（いとうちゅうロジスティクス、英: ITOCHU LOGISTICS CORP.）は、東京都港区に本社を置く総合物流企業。伊藤忠商事の完全子会社。

## 沿革
- 1961年 - 伊藤忠運輸倉庫株式会社設立。
- 1988年 - 伊藤忠倉庫株式会社に社名変更。
- 1994年 - 東京証券取引所2部に上場。
- 2001年4月 - 伊藤忠倉庫株式会社・伊藤忠エクスプレス株式会社・ニュージャパンエアサービス株式会社の3社が合併して「株式会社アイ・ロジスティクス」に商号変更。存続会社は伊藤忠倉庫。
- 2004年 - 本社を港区の住友生命赤坂ビルにする。
- 2009年 - 伊藤忠商事株式会社による当社株式の公開買付けにより、同社の子会社となる。この公開買付けにともない、上場廃止となる。
- 2010年1月1日 - 「伊藤忠商事ロジスティクス」に商号変更。
- 2011年 - 創立50周年を迎える。
- 2016年 - 本社を港区の住友生命赤坂ビルから港区の汐留シティーセンターに移転[3]。
- 2019年3月11日 - 伊藤忠商事株式会社の完全子会社となる[2]。

## 関連会社

### 国内[4]
- 株式会社カンロジ - 東京都品川区
- 株式会社スーパーレックス - 神奈川県相模原市

### 海外[5]
- ITOCHU LOGISTICS(USA)CORP. - アメリカ合衆国
- ILCM LOGISTICS MEXICO S.A. DE C.V. - メキシコ
- ITOCHU LOGISTICS(EUROPE)GmbH - ドイツ
- EURASIA LOGISTICS Kft. - ハンガリー
- ITOCHU LOGISTICS (HK) LTD. - 香港
- 広州愛捷国際貨運代理有限公司 - 中国
- 伊藤忠貨運代理（上海）有限公司 - 中国
- 愛通国際物流（上海）有限公司 - 中国
- 山東海洋愛通物流有限公司 - 中国
- 伊藤忠物流 （中国）有限公司 - 中国
- SIAM i-LOGISTICS LTD. - タイ
- Eurasia AutoCarrier (Thailand) Ltd. - タイ
- PT. ITOCHU LOGISTICS INDONESIA - インドネシア
- PT. ILC LOGISTICS INDONESIA - インドネシア
- IP Integrated Services Pvt. Ltd. - インド
- AITC LOGISTICS (VIETNAM) CO., LTD. - ベトナム